# 國道8號 (日本)

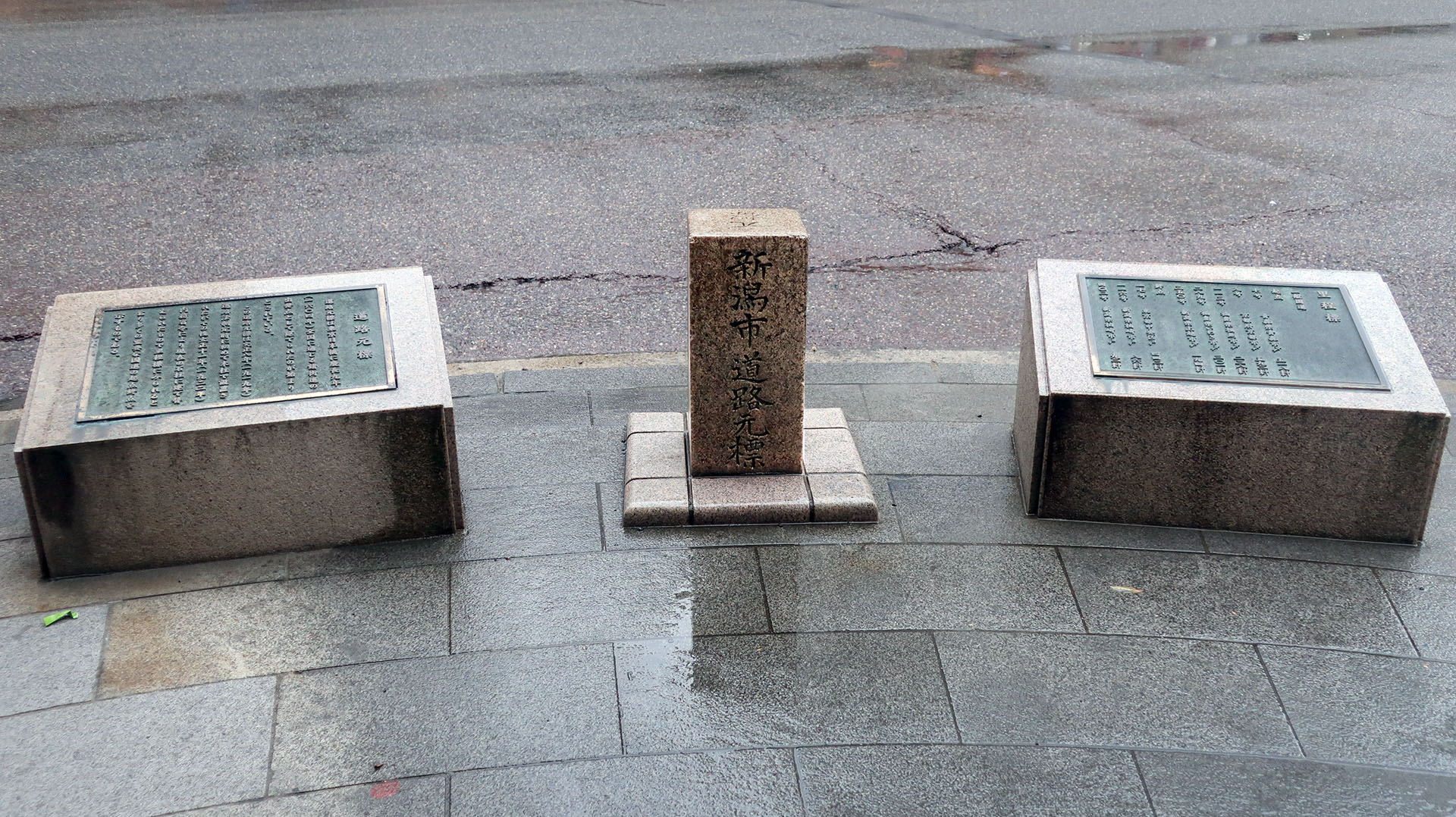
國道8號起點
新潟縣新潟市中央區
本町交差點的「新潟市道路元標」

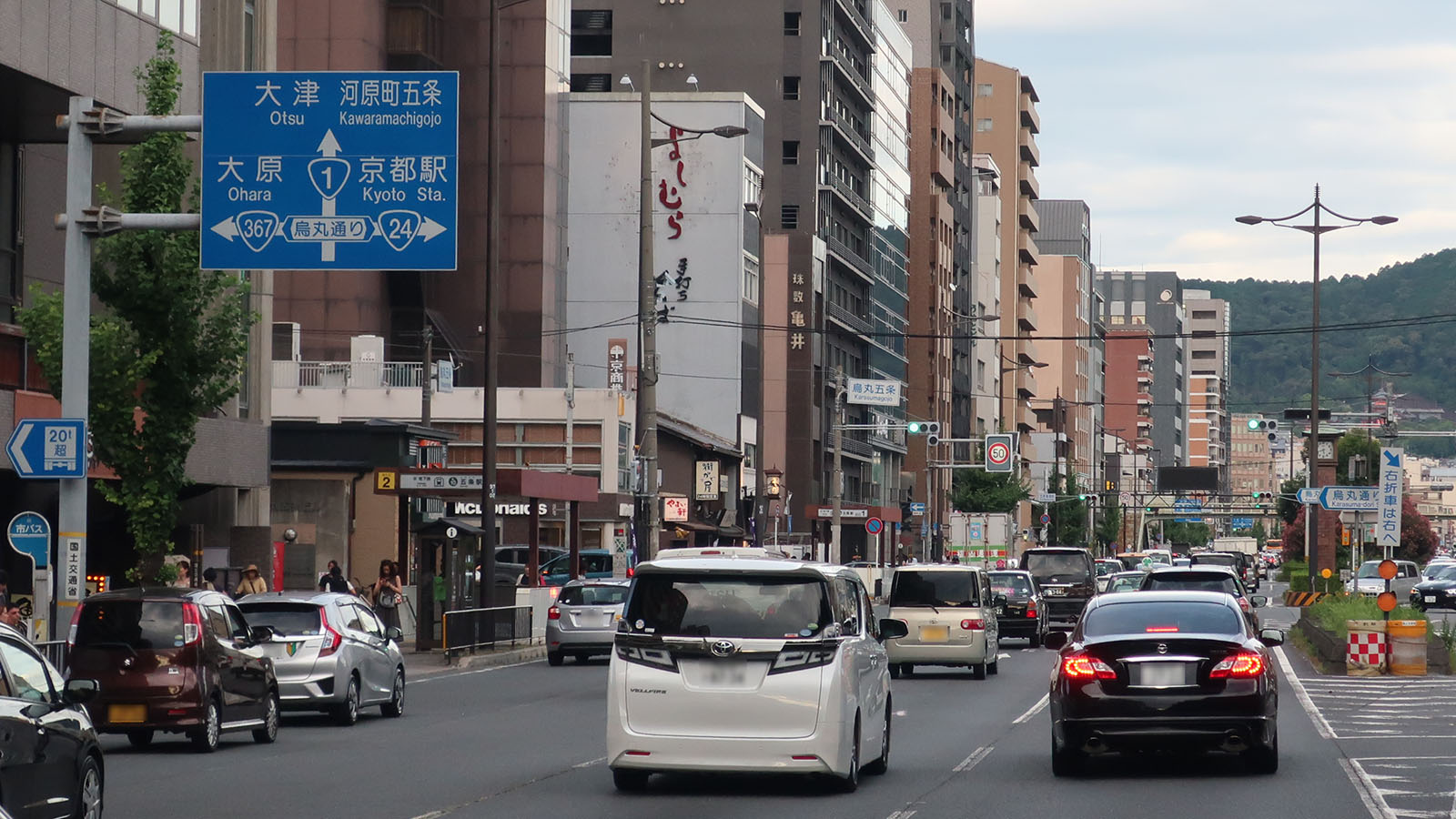
國道8號終點 (國道1號上)
京都府京都市下京區
烏丸五條交差點

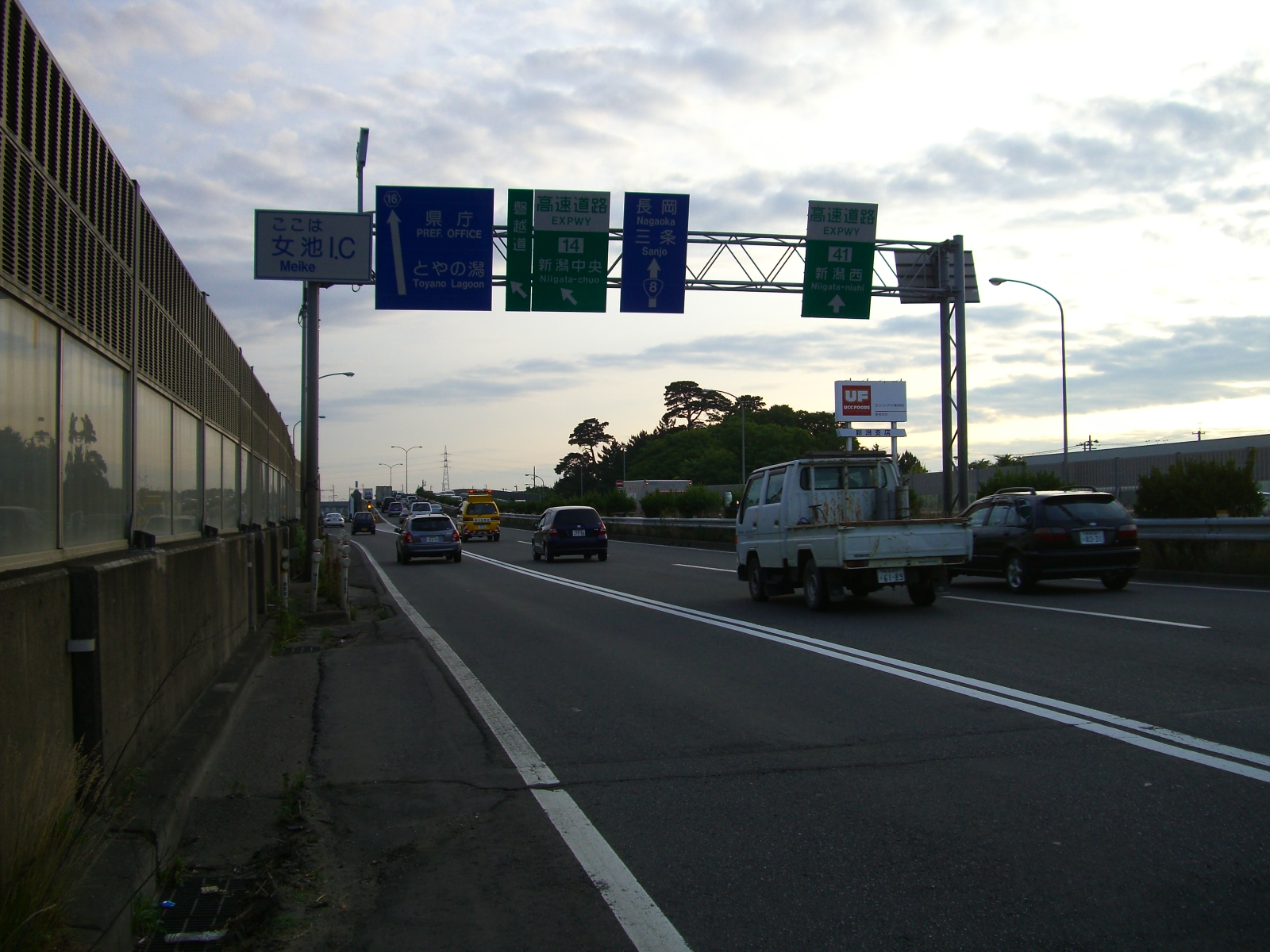
新潟市中央區　新潟繞道女池交流道

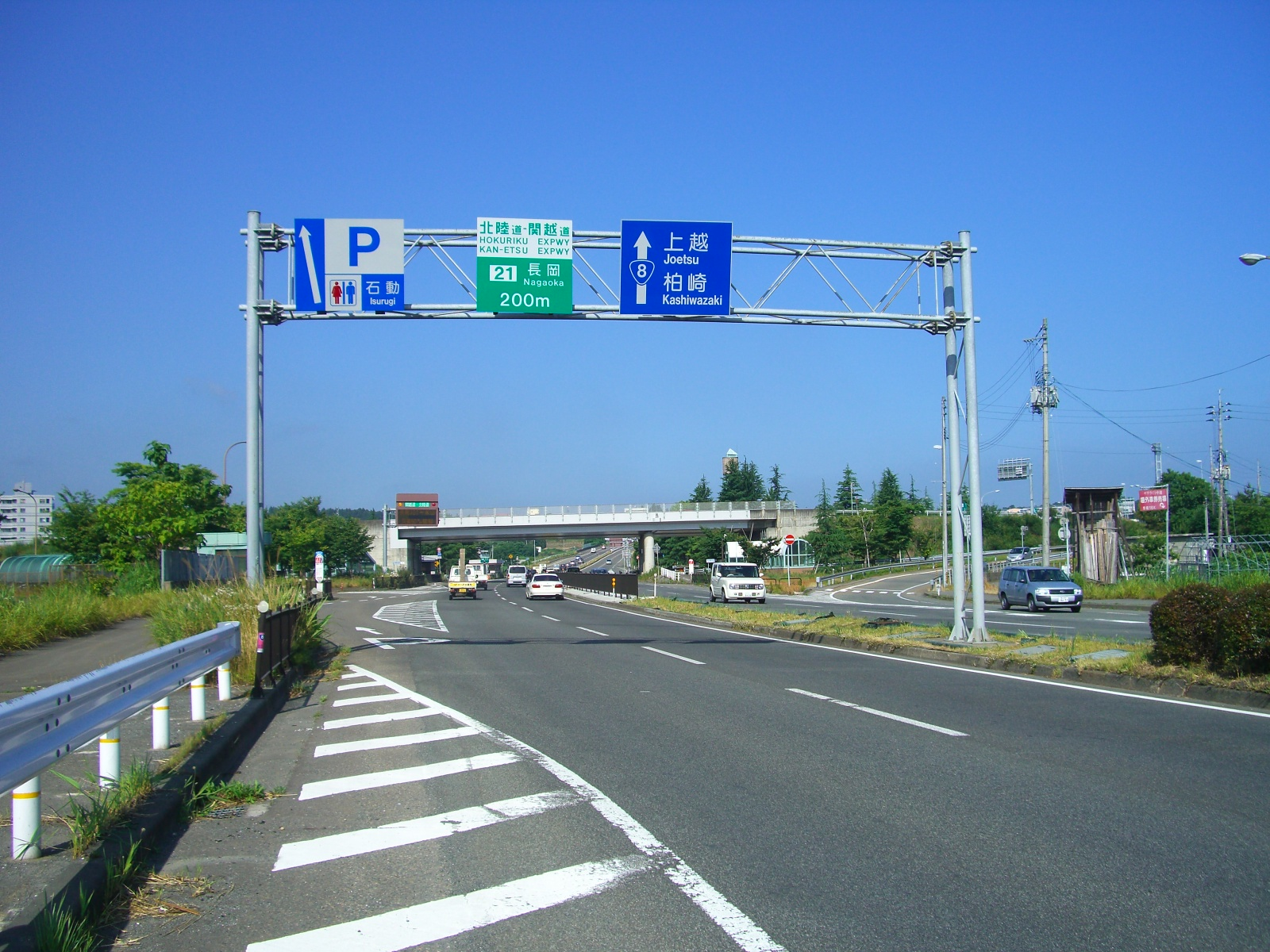
長岡市　關越道長岡交流道前

國道8號（日语：／ Kokudō hachi-gō）是日本由新潟縣新潟市至京都府京都市的一般國道。

## 概要
國道8號是從新潟市沿日本海縱斷北陸地方至滋賀、京都的幹線國道，其路線繼承過去的北陸道。新潟縣 - 滋賀縣與北陸自動車道、滋賀縣 - 京都府與名神高速道路並行。現在新潟市內的新潟繞道區間交通量位居日本前位。

### 路線資料
依據一般國道路線指定政令列出起終點與重要行經地。
- 起點：新潟市（中央區本町通七番町、本町交差點 = 國道7號、國道113號（日语：国道113号）起點，國道17號、國道116號（日语：国道116号）終點）
- 終點：京都市（下京區烏丸通五條下ル大阪町、烏丸五條交差點 = 國道1號上，國道9號、國道24號、國道367號（日语：国道367号）起點）
- 重要行經地：白根市[注釋 2]、三條市、見附市、長岡市、柏崎市、上越市、糸魚川市、黑部市、魚津市、滑川市、富山市、新湊市[注釋 3]（作道）、高岡市（四屋）、富山縣西礪波郡福岡町[注釋 4]、小矢部市（安樂寺）、石川縣河北郡津幡町、金澤市、同縣石川郡野野市町[注釋 5]、松任市[注釋 6]、小松市、加賀市、福井市（淵上町）、鯖江市、武生市[注釋 7]、福井縣南條郡河野村[注釋 8]、敦賀市、滋賀縣伊香郡西淺井町[注釋 9]、同郡木之本町[注釋 9]、長濱市、同縣坂田郡近江町[注釋 10]、彥根市、近江八幡市、同縣蒲生郡龍王町、同縣栗太郡栗東町[注釋 11]、草津市、大津市（瀨田）
- 總長度：593.5 km（新潟縣 172.6 km、新潟市 32.4 km、富山縣 97.1 km、石川縣 78.2 km、福井縣 100.3 km、滋賀縣 108.4 km）[2][注釋 12]
- 共線長度：23.8 km（新潟縣 - km、新潟市 4.4 km、富山縣 - km、石川縣 - km、福井縣 - km、滋賀縣 19.4 km）[2][注釋 12]
- 實際長度：569.7 km（新潟縣 172.6 km、新潟市 32.4 km、富山縣 97.1 km、石川縣 78.2 km、福井縣 100.3 km、滋賀縣 89.0 km）[2][注釋 12]
  - 現道：547.0 km（新潟縣 166.8 km、新潟市 32.4 km、富山縣 95.2 km、石川縣 77.6 km、福井縣 91.8 km、滋賀縣 83.2 km）[2][注釋 12]
  - 舊道：7.7 km（新潟縣 - km、新潟市 - km、富山縣 - km、石川縣 - km、福井縣 7.7 km、滋賀縣 - km）[2][注釋 12]
  - 新道：15.0 km（新潟縣 5.8 km、新潟市 - km、富山縣 2.0 km、石川縣 0.6 km、福井縣 0.9 km、滋賀縣 5.8 km）[2][注釋 12]
- 指定區間：新潟市中央區本町通七番町1054番2 - 京都市下京區烏丸通五條下ル大阪町371番2（全線）[3]

## 歷史
國道8號的歷史可以追溯至古代的北陸道。江戶時代以前稱為北國街道，是京都與北陸地方連結的要道。滋賀縣湖東地域的國道8號路線是從古代東山道、江戶時代中山道演變至現在的國道。
- 1885年（明治18年）：基於舊道路法指定，與現在國道8號相當的路線如下。當時全部國道為東京與各縣廳及主要港口連結而制定：
  - 國道5號：東京至新潟港路線（經由現在的國道17號、國道18號。直江津 - 新潟市為現國道8號）
  - 國道7號：東京至神戶港路線（經由現在的國道17號、國道20號、國道19號、國道21號（日语：国道21号）。米原 - 京都為現國道8號）
  - 國道18號：東京至福井縣路線（經由現在的國道1號、國道22號（日语：国道22号）、國道365號（日语：国道365号）。武生 - 福井市間為現國道8號）
  - 國道19號：東京至石川縣路線（經由上述國道18號，至金澤市）
  - 國道20號：東京至富山縣路線（經由上述國道18、國道19號，至富山市）
  - 國道21號甲：東京至富山縣路線（經由上述國道5號。直江津 - 富山市間為現國道8號）
- 1919年（大正8年）：路線再指定，與現在國道8號相當的路線如下：
  - 國道11號：東京市至石川縣廳所在地路線（甲）（經由現在國道17號、國道18號。直江津 - 金澤間為現國道8號）
  - 國道12號：東京市至石川縣廳所在地路線（乙）（經由現在國道1號、國道22號、國道21號、國道365號。木之本 - 金澤間為現國道8號）
  - 國道14號：東京市至京都府廳所在地路線（經由現在國道17號、國道18號、國道142號（日语：国道142号）、國道20號、國道19號、國道21號。米原 - 京都間為現國道8號）
  - 國道8號：1919年（大正8年）的時間點為東京市 - 山梨縣廳所在地路線，1941年(昭和16年)延長至京都，下諏訪 - 京都與國道14號共線。
  - 舊國道5號的直江津 - 新潟市降格為縣道，長野至新潟為現在國道117號（日语：国道117号）的路線。
- 1952年(昭和27年)12月4日：基於現道路法，舊國道8號、國道11號、國道12號併為府縣道，新潟縣新潟市 - 京都府京都市的路線指定為一級國道8號。
- 1957年（昭和32年）6月：富山縣內境 - 早月大橋間約30 km工程動工（至1965年度）[5]。
- 1965年(昭和40年)
  - 4月1日：道路法改正，一級、二級取消，成為一般國道8號。
  - 12月1日 - 11月25日：城山、橫尾兩隧道開通，富山縣內全區間成為正式自動車道[6]。
- 1967年（昭和42年）12月6日：俱利伽羅峠路線改為現在的俱利伽羅隧道。該隧道是利用北陸本線舊線的俱利伽羅隧道拓寬而成。
- 1969年（昭和44年）8月9日：新潟縣青海町親不知一帶因豪雨造成大規模土石坍方。與山側並行的北陸本線約有100 m以上區間遭到砂石掩埋[7]。
- 1974年（昭和49年）4月22日：新潟繞道（日语：新潟バイパス）本線化，路線變更（新潟市中央區本町通七番町 - 新潟市中央區紫竹山）。其中明石二丁目 - 紫竹山因栗之木繞道開通成為舊道。
- 1976年（昭和51年）3月31日：富山高岡繞道（日语：富山高岡バイパス）本線化，路線變更。舊道的富山市金泉寺交差點 - 公會堂前（現城址公園前）交差點間編入國道41號（日语：国道41号），高岡市廣小路交差點 - 四屋交差點間編入國道156號，其他區間為富山線道44號富山高岡線（日语：富山県道44号富山高岡線）。
- 1988年（昭和63年）11月22日：滑川富山繞道（日语：滑川富山バイパス）全線開通。
- 1993年（平成5年）：福井繞道（日语：福井バイパス）事業區間全線開通。
- 2003年（平成15年）3月24日：小松繞道（日语：小松バイパス (石川県)）全線開通。
- 2004年（平成16年）3月24日：魚津滑川繞道（日语：魚津滑川バイパス）全線開通。
- 2008年（平成20年）3月15日：津幡北繞道（日语：津幡北バイパス）全線開通。國道159號（日语：国道159号）啟用中的津幡繞道（日语：津幡バイパス）區間編入國道8號，津幡町內路線大幅變更。
- 2008年（平成20年）11月15日：敦賀繞道（日语：敦賀バイパス）全線開通。國道8號最後一座鐵路平交道JR小濱線名敦國道踏切成為舊道區間。
- 2015年（平成27年）3月1日：入善黑部繞道（日语：入善黒部バイパス）全線開通。
- 2018年（平成30年）2月：平成30年豪雪（日语：平成30年豪雪）造成福井縣內約1500台車輛受困[8]。之後各地陸續有車輛受困災情，影響區間最長達38.5km。國土交通省從同年12月起訂定包含該區間在內的一般國道雪鍊規制區間[9]。

## 路線狀況

### 新潟縣

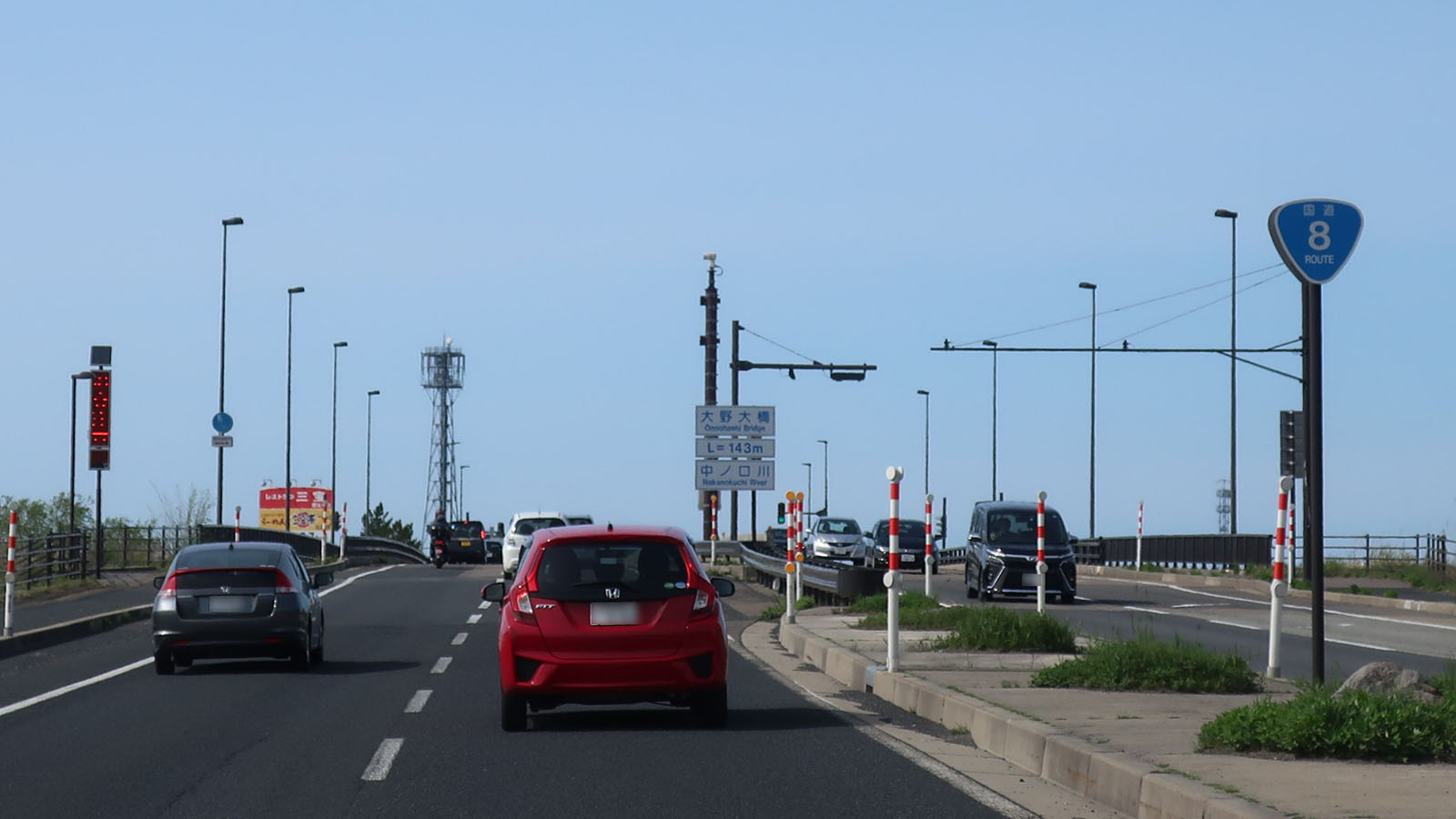
大野大橋附近
新潟縣新潟市南區下鹽俵

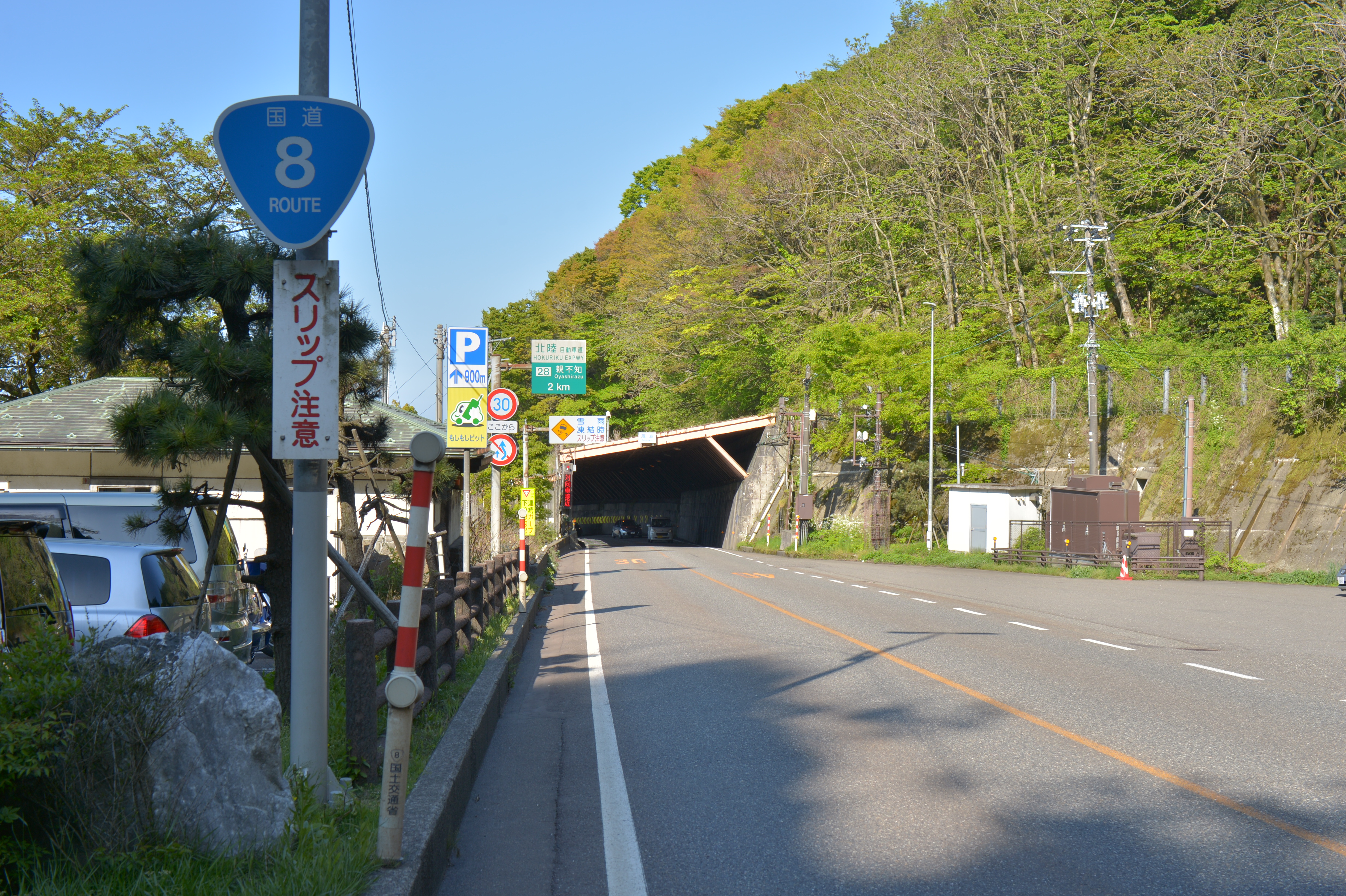
天險：親不知附近
新潟縣糸魚川市大字市振
（2019年5月）

新潟市至柏崎市有國道116號、國道402號、北陸自動車道等幹道，而本路線是經由長岡市，通過內陸側的路線。除了連結新潟市、三條市、長岡市等各都市，還可在長岡市接續東京方向的國道17號，交通量大。
從起點至新潟市中央區紫竹山與國道7號共線。這段共線區間通過本町通、萬代、新潟站前等繁華街。此外，途中的信濃川萬代橋是在1929年（昭和4年）開通，歷史悠久，為新潟市的代表之一，並於2004年（平成12年）指定為重要文化財。栗之木橋交差點至紫竹山交流道的栗之木繞道為6線道。栗之木繞道是填埋栗之木川建設而成。由於繞道通過市區，加上與新潟繞道、龜田繞道、新潟市道紫竹山鳥屋野線、新潟縣道51號新潟黑埼交流道笹口線、明石通等幹線道路連接，白天車流流動性不佳。
新潟市中央區紫竹山的紫竹山交流道至同西區山田黑埼交流道稱作新潟繞道。此繞道完全交通立體化，大部分為6線道，最高速度70 km/h。該區間也是國道8號交通量特別多的路段，新潟市中央區神道寺（かんどうじ）（辯天交流道 - 櫻木交流道間）24小時交通量達131,348台，高居日本全國第2位，其他區間也約有10萬台左右，是日本交通量最大的路段之一。
4線道的黑埼交流道以南區間通過新潟市西區西部的黑埼地區、中之口川的大野大橋。黑埼地區區間最初是2線道，由於鄰近新潟市區，加上沿線住宅區化，開始出現慢性堵塞，因此進行「黑埼擴幅」拓寬工程，並於2005年（平成17年）完成黑埼交流道 - 下鹽俵交差點4線道化。其中，黑埼交流道 - 大野交差點（現大野町交差點）於1977年（昭和52年）完成4線道化。大野大橋當初是做為黑埼地區 - 三條市代官島間的一次改建事業其中一環，於1963年（昭和38年）開通。由於僅2線道，堵塞頻傳，加上橋梁老化，2005年（平成17年）現行橋梁完成，同時大野町交差點 - 下鹽俵交差點也拓寬為4線道。
大野大橋以北區間，紫竹山交流道與黑埼交流道以外的全線皆為4線道以上，貫穿新潟市南區的大野大橋以南區間則為2線道。南區的白根地區為2線道，沿線路邊型店舖與住宅區、工業區聚積，常有交通堵塞發生。因此，規劃了繞過白根市區的白根繞道，部分區間於2015年（平成27年）3月22日開通，剩餘區間於2019年（平成31年）3月10日開通。
三條市北部的中之口川與信濃川之間非常接近，而國道8號就介在這兩條河川之間。該市下須頃 - 大字豬子場新田間為市區，採4線道配置。該區間最初是2線道，其中，三條大橋以外的區間在1988年（昭和63年）至1996年（平成8年）陸續4線道化。三條大橋在2003年（平成15年）新建完成後也成為4線道。
正在進行拓寬工程的的三條市南部榮地區為2線道，該市千把野新田至長岡市西部則為4線道。其中，長岡市長岡東繞道與長岡繞道有部分路段完成交通立體化。長岡東繞道川崎交流道的國道8號新潟方向與國道17號東京方向為本線，國道8號從此處轉西繼續前進。
靠近富山縣界的糸魚川市親不知路段，道路是建在山與海岸之間的夾縫處，十分險峻。其中，青海 - 歌區間的4.2 km與外波 - 市振區間的5.4 km在連續雨量達120 mm時禁止通行。國道8號在通過越後心動鐵道市振站與境川後進入富山縣。

### 富山縣

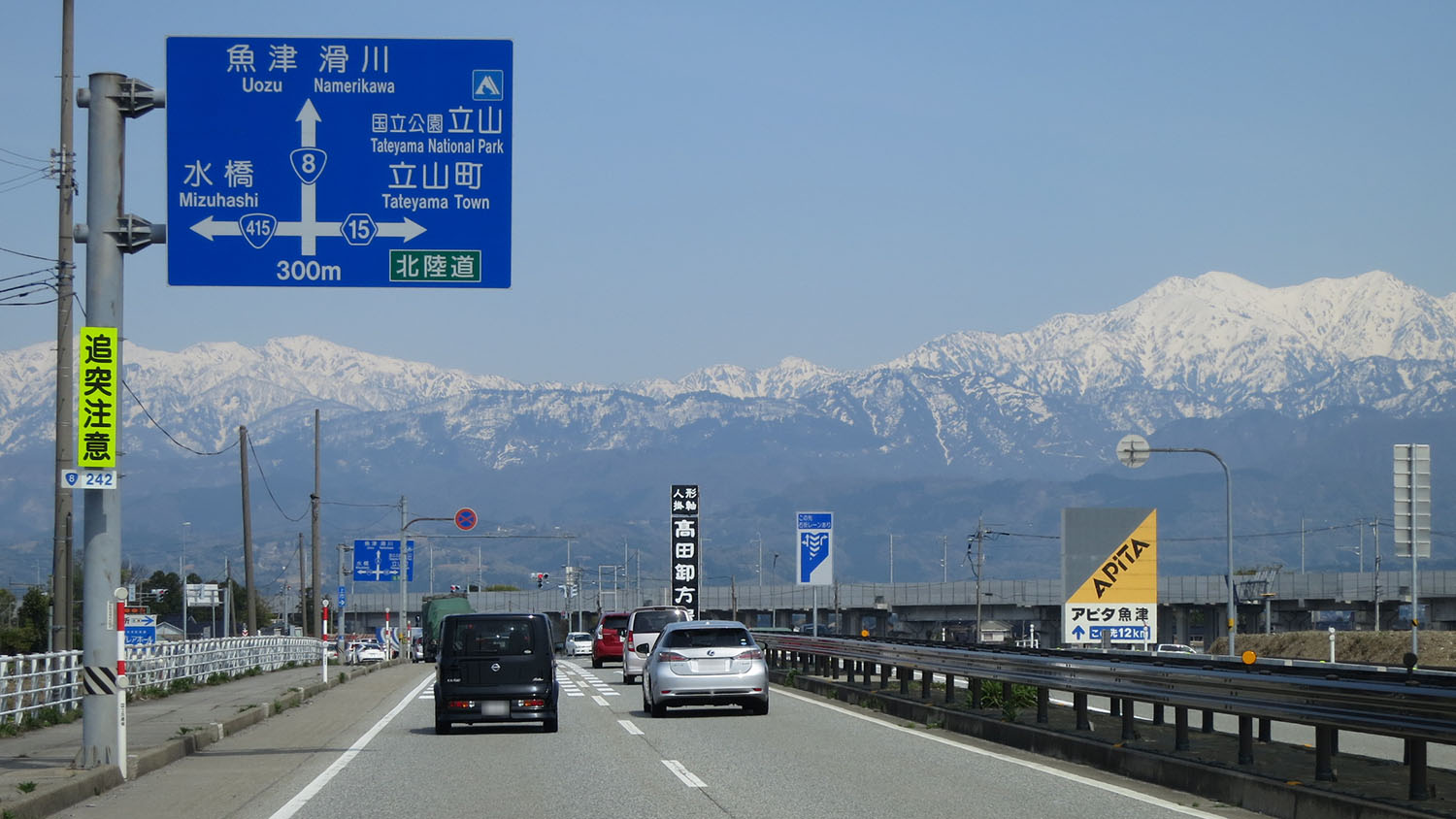
滑川富山繞道
（國道415號分岐點）
富山市水橋北馬場

國道8號在朝日町愛之風富山鐵道泊站附近進入富山平原，至小矢部市為止是長約90 km的平緩道路。
入善町至黑部市内因穿梭於市區，交通容易堵塞，因此在靠海側規劃了入善黑部繞道，並於2015年（平成27年）3月1日全線開通。此外，入善町椚山 - 上野交差點正在進行拓寬工程。
魚津市江口交差點開始是4線道的魚津繞道。從該處至高岡市內約50 km的路段為全線4線道，包含了魚津繞道、魚津滑川繞道、滑川富山繞道、富山高岡繞道，多處已完成交通立體化。2020年現在，幾個堵塞路段如富山市新屋 - 豐田交差點與中島 - 本鄉西交差點正在進行立體化工程，而高新大橋前的射水市坂東交差點已於2016年（平成28年）3月19日完成立體化。此段區間大部分與北陸新幹線高架並走。
能越自動車道高岡交流道入口交差點是4線道區間終點，國道8號在此再次回到2線道。高岡市福岡町區間亦在市區內，易有堵塞。進入小矢部市後，於芹川交差點轉向西側進入小矢部繞道。而沿著南側愛之風富山鐵道線的舊道區間，至小矢部市本町交差點為止為富山縣道42號，本町交差點起為國道471號。

### 石川縣

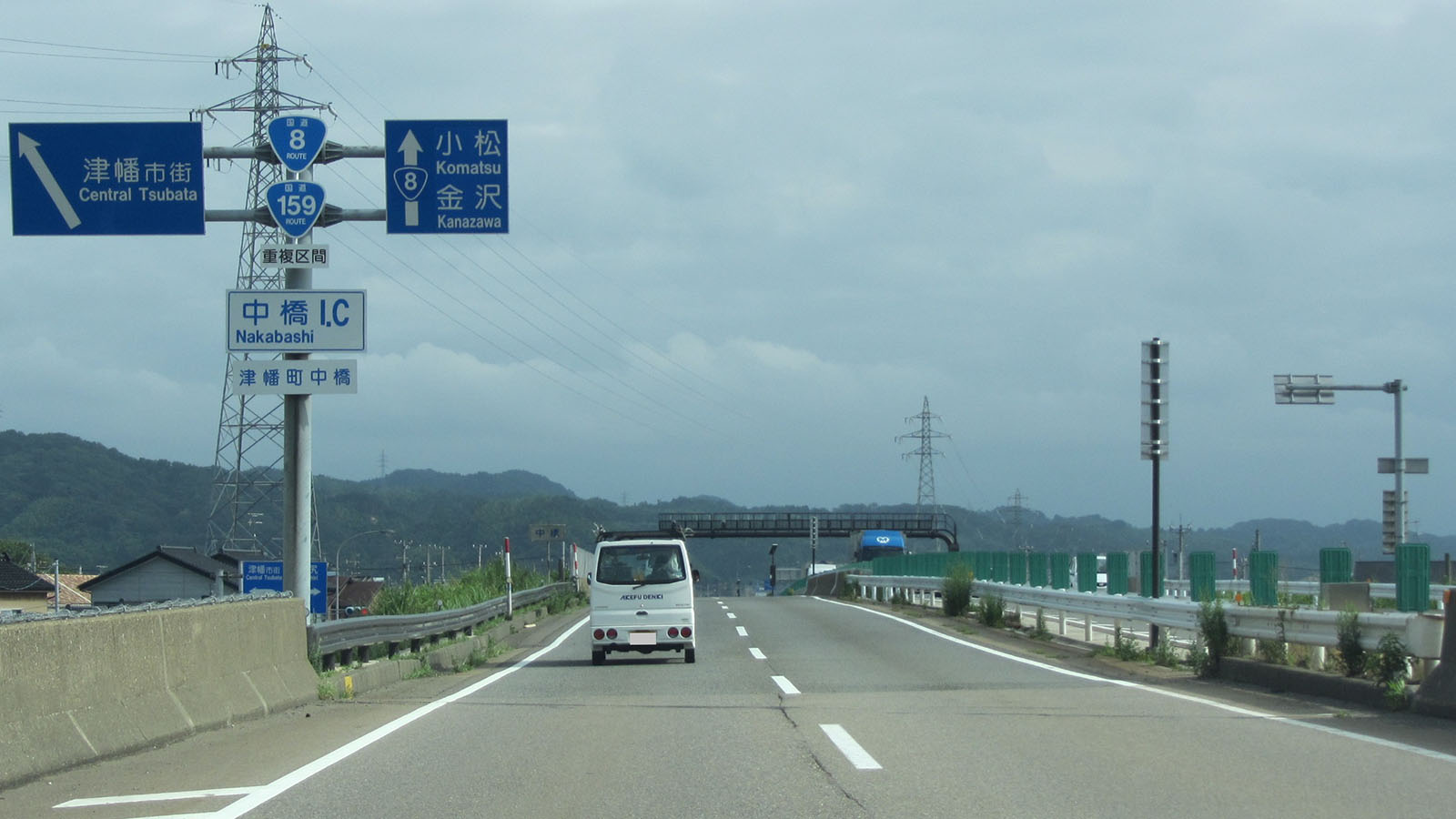
津幡繞道
（國道159號共線區間）
石川縣河北郡津幡町

通過富山縣界的隧道後，舊道沿著IR石川鐵道線往森本方向前進，現道則是經由國道159號津幡繞道往金澤市區。
進入金澤市區後，國道8號在金澤東交流道至金澤西交流道與北陸自動車道並行。過金澤西交流道後，國道8號與北陸自動車道分離，經野野市市往山側前進。
接著，道路通過白山市中心市區的松任。但是，往福井方向部分區間為單向3車道，富山方向僅單向2車道，容易堵塞，因此已開始進行拓寬工程。穿過市區後是充滿田園景色的平原路段，川北町手取川大橋附近 - 加賀市箱宮町為連續立體化。其中，小松繞道的大長野交流道 - 八幡交流道因是單幅不分隔道路易發生事故，目前正在進行拓寬工程。
國道8號在能美市大長野交差點與舊道（國道305號）分離，改經由山側的繞道。到加賀市的箱宮交流道再次與國道305號匯合共線至黑瀨町交差點為止。
加賀市內，箱宮 - 松山交差點為雙向各2車道，松山交差點 - 西島交差點附近是單幅不分隔道路。過西島交差點後，道路擴為雙向各2車道至熊坂交差點。接著沿JR北陸線南下至縣界的牛之谷峠。

### 福井縣

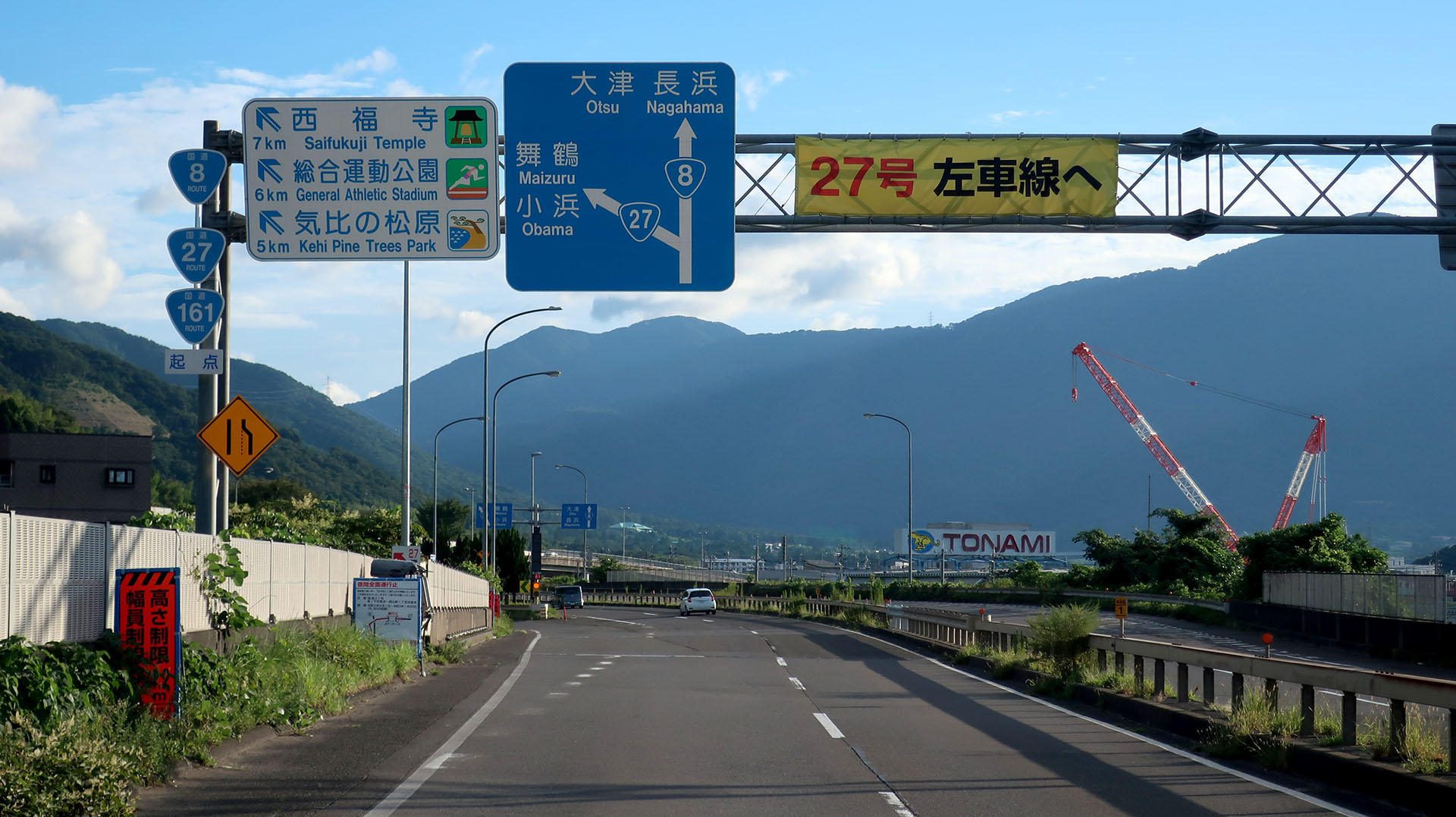
國道27號 (日本)分岐點
（國道27號起點）
福井縣敦賀市坂之下匝道

從石川縣界牛之谷峠（標高80 m）下的牛之谷交差點，蜿蜒南下穿過蘆原市加越台地到笹岡交差點為止的4.3 km，受惠於金津交流道等帶來的交通便利，吸引一些工廠與物流設點，但由於是雪鍊雪鏈限制區間，當氣象廳對福井縣發布大雪特別警報，或是國土交通省針對此區間公布「大雪緊急發表」，車輛必須裝上雪鍊才可通行。
蘆原市笹岡 - 越前市塚原的42.2 km為福井繞道（除北端5.4 km是暫定2車道外，其他都已是4車道）。
蘆原市福井繞道北端部於2018年（平成30年）啟用。坂井市區間雖然交通量大，但流動性也較佳。近年路邊型店鋪有增加趨勢。
福井市市區車流較為混雜。特別是大和田 - 新保，以及丸山 - 問屋團地，假日易有堵塞。這是因為該區段多大型商業設施，加上繞道設計較老舊，道路平面交會多所導致。不過，與國道158號交會處前後約1 km區間已完成交通立體化。
穿過福井市區後，陸續通過鯖江市、越前市。這一帶因1995年（平成7年）世界競技體操錦標賽鯖江大會而拓寬為4線道。沿線多路邊型店鋪，也有工業區。
國道8號在越前市塚原交差點與舊道匯合，為2車道區間。從此處至敦賀市田結為止的約27 km多急彎、坡道與隧道。部分路段已完成「8號防災」道路改良。南越前町河野地區至敦賀市大比田附近與越前·河野潮風線（原河野海岸收費道路，現在通行免費）並行，可當作國道8號的替代方案。
敦賀市田結 - 小河口區間，舊道與繞道分離。舊道穿過市區。繞道稱做「敦賀繞道」，長約8 km的大部分路段已立體化，有交通號誌的路口僅剩一處。余座 - 坂之下約2 km是4線道。途中會經過登錄拉姆薩公約的中池見濕地。接著，坂之下匝道可接續國道27號，並開始進入國道161號共線區間。
敦賀市小河口至滋賀縣界為山區路段。部分為4線道。與國道161號的共線區間結束於疋田交差點，國道8號改往琵琶湖西岸（湖西）方向前進。

### 滋賀縣 - 京都府

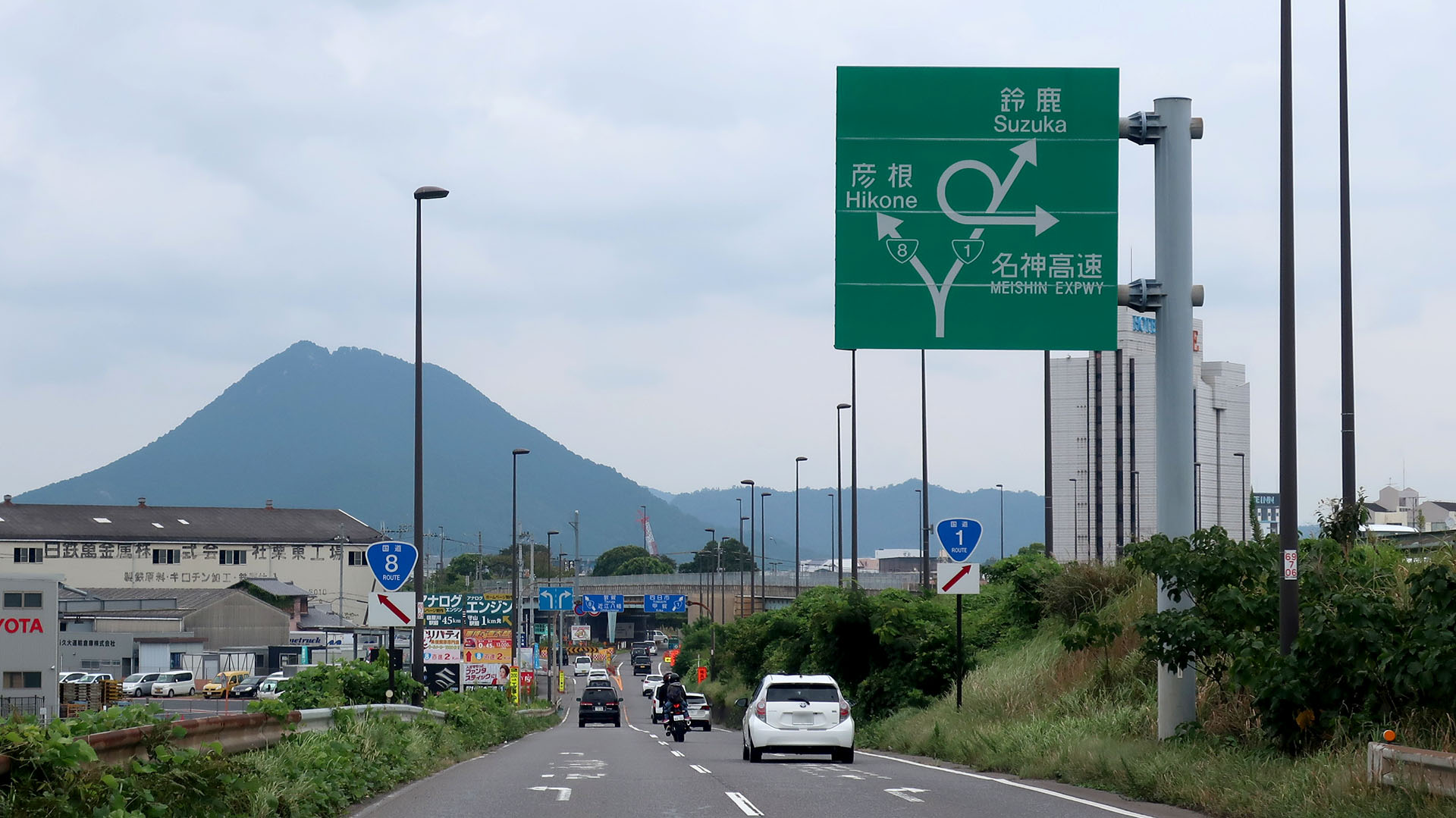
至終點的共線區間
國道1號分岐點
滋賀縣栗東市栗東交流道附近

滋賀縣區間容易堵塞。主要堵塞路段有彥根市外町 - 彥根市東沼波町、彥根市高宮町、東近江市簗瀨、近江八幡市區、野洲市三上、栗東市辻、栗東市宅屋。人口的顯著增加，交通量的增長超過了預期為主要原因（4車道區間僅有長濱繞道與米原繞道部分區間）。特別是近江八幡至栗東交流道的區間，雙向僅各1車道，也無繞道，白天時常堵塞。2010年（平成22年）交通調查，栗東市區間的混雜度超過2.0。為了紓解交通，已開始興建野洲栗東繞道（野洲市小篠原 - 栗東市手原）。另外，米原繞道的彥根市路段尚未開通，因此米原警察署附近可見明顯車潮。
東近江區間（愛莊町、東近江市、近江八幡市、龍王町）的整備率未達50 %，2市2町首長於2015年組成同盟會推動繞道建設與4線道化。此外，彥根市 - 東近江市區間也在研擬繞道建設。
國道8號在米原市西圓寺交差點連接國道21號。接著在栗東交流道附近與國道1號匯合，共線至終點烏丸五條交差點（京都市下京區）。

### 繞道
繞道開通後，舊道取消國道指定的為「細體」，舊道保留的為「粗體」。繞道本身不劃入國道的為「斜體」。
新潟縣
- 栗之木繞道（日语：栗ノ木バイパス）（新潟市中央區明石二丁目 - 新潟市中央區紫竹山三丁目）：1975年（昭和50年）4月1日全線開通。
- 團九郎繞道（新潟市中央區關新二丁目 - 新潟市中央區關南町）：1972年（昭和47年）3月30日開通。在關屋地區的交通量逼迫下，加上信濃川左岸的整備，繞道開放京都方向、本道開放新潟市本町方向單向通行。新潟繞道開通後改為縣道，1992年（平成4年）本道拓寬竣工恢復雙向通車，再改為新潟市道中央2-163號線。
- 新潟繞道（日语：新潟バイパス）（新潟市中央區海老瀨 - 新潟市西區山田）：1973年（昭和48年）11月22日全線開通。其中，海老瀨 - 紫竹山三丁目在翌年1974年（昭和49年）4月20日改為國道7號。
- 大野地區改良區間（日语：国道8号大野道路改良）（新潟市西區大野町）：1963年（昭和38年）開通。
- 白根地區改良區間（日语：国道8号白根道路改良）（新潟市西區大野町 - 三條市代官島）：1964年（昭和39年）全線開通。
- 白根繞道（日语：白根バイパス）（新潟市南區保坂 - 新潟市南區戶頭）：2015年（平成7年）3月22日鯵潟 - 戶頭（3.9 km）開通[18]。2019年（平成31年）3月10日全線開通[13]。

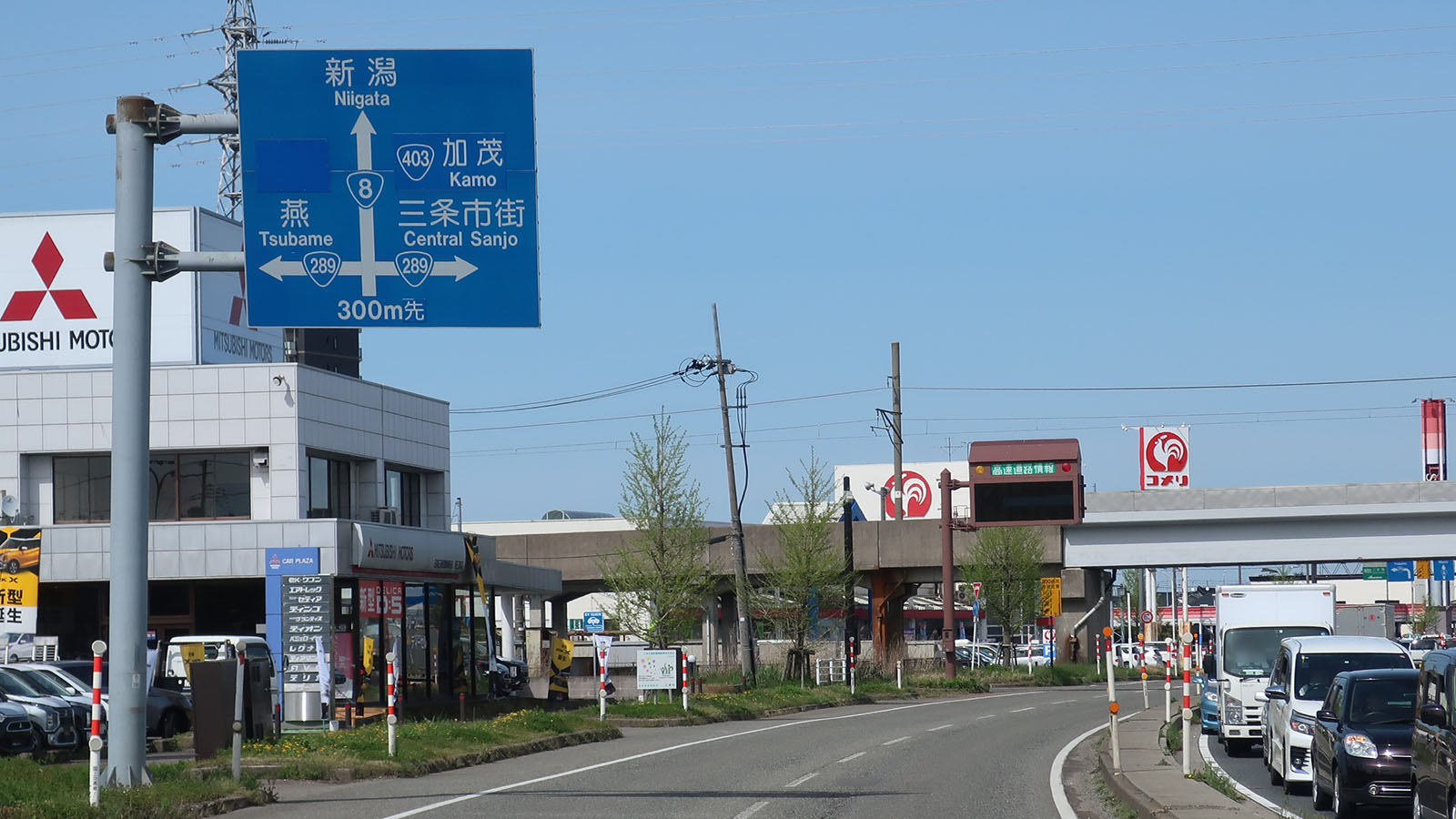
三條繞道
（國道289號交會）
新潟縣三條市須頃２丁目

- 三條繞道（三條市下須頃 - 三條市直江町二丁目）：1965年（昭和40年）12月19日開通，1968年（昭和43年）3月25日三條市須頃地區完工。
- 見附繞道（日语：見附バイパス）（見附市坂井町 - 長岡市灰島新田，繞道區間為見附市坂井町 - 長岡市中之島）
- 長岡東繞道（日语：長岡東バイパス）（長岡市灰島新田 - 長岡市川崎町）
- 長岡繞道（日语：長岡バイパス）（長岡市川崎町 - 長岡市大積町三丁目，繞道區間為長岡市川崎町 - 長岡市宮本東方町、長岡市宮本東方町、長岡市大積町一丁目、長岡市大積町二丁目、長岡市大積町三丁目）
- 柏崎繞道（舊）（柏崎市土合 - 柏崎市大字鯨波）
- 柏崎繞道（日语：柏崎バイパス）（部分開通）（柏崎市長崎 - 柏崎市鯨波）
- 鯨波繞道（柏崎市大字鯨波 - 柏崎市鯨波三丁目）
- 柿崎繞道（上越市柿崎區竹鼻 - 上越市柿崎區上下濱）
- 大潟繞道（上越市柿崎區上下濱 - 上越市大潟區犀潟）

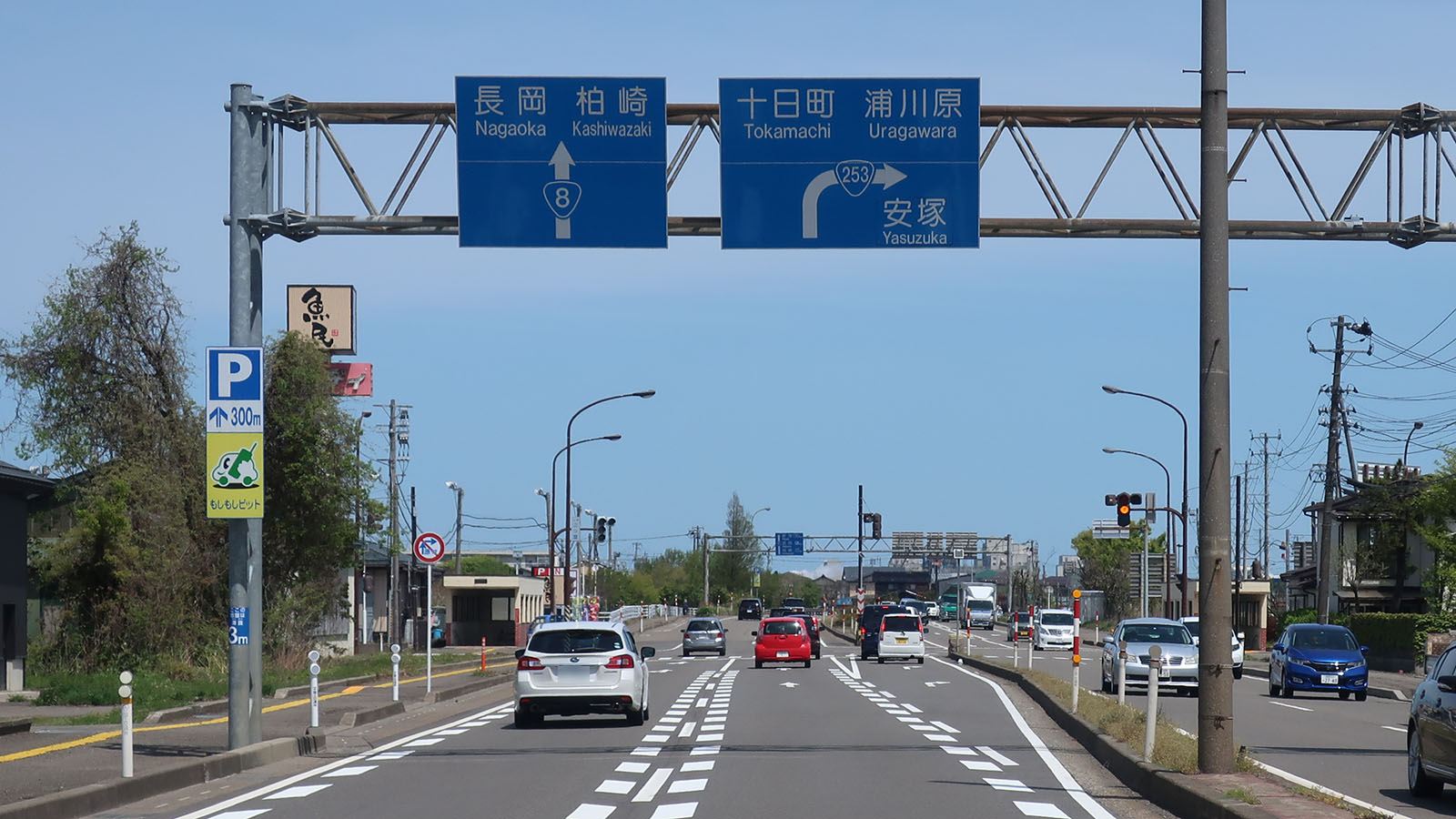
直江津繞道
（國道253號起點附近）
新潟縣上越市三屋町

- 直江津繞道（日语：直江津バイパス）（上越市大潟區犀潟 - 上越市蟲生岩戶）
- 谷濱繞道（上越市長濱，1977年（昭和52年）10月27日開通）
- 有間川繞道（日语：有間川）（上越市有間川）
- 名立繞道（上越市名立區名立小泊 - 上越市名立區名立大町）
- 筒石繞道（糸魚川市筒石）
- 藤崎繞道（糸魚川市藤崎）
- 能生繞道（糸魚川市能生 - 糸魚川市太平寺，1972年（昭和47年）6月開通）
- 糸魚川東繞道（日语：糸魚川東バイパス）（部分開通）（糸魚川市間脇 - 糸魚川市押上）
- 梶屋敷繞道（糸魚川市梶屋敷 - 糸魚川市田伏，1963年（昭和38年）開通）
- 大和川繞道（糸魚川市田伏 - 糸魚川市竹花）
- 糸魚川繞道（日语：糸魚川バイパス）（糸魚川市押上字道北 - 糸魚川市寺島字鹽場）
- 姬川繞道（糸魚川市寺島字鹽場 - 糸魚川市須澤）
- 青海繞道（糸魚川市須澤 - 糸魚川市青海）
- 歌繞道（糸魚川市歌 - 糸魚川市外波，1976年（昭和51年）10月6日開通[19]）
- 親不知道路（日语：親不知道路）（未開通）（糸魚川市外波 - 糸魚川市市振）
- 市振繞道（糸魚川市市振，1974年（昭和49年）1月開通[20]）

富山縣
- 境繞道（日语：境バイパス (国道8号)）（朝日町界，1979年（昭和54年）11月7日開通[21]）
- 朝日町改良區間（朝日町）

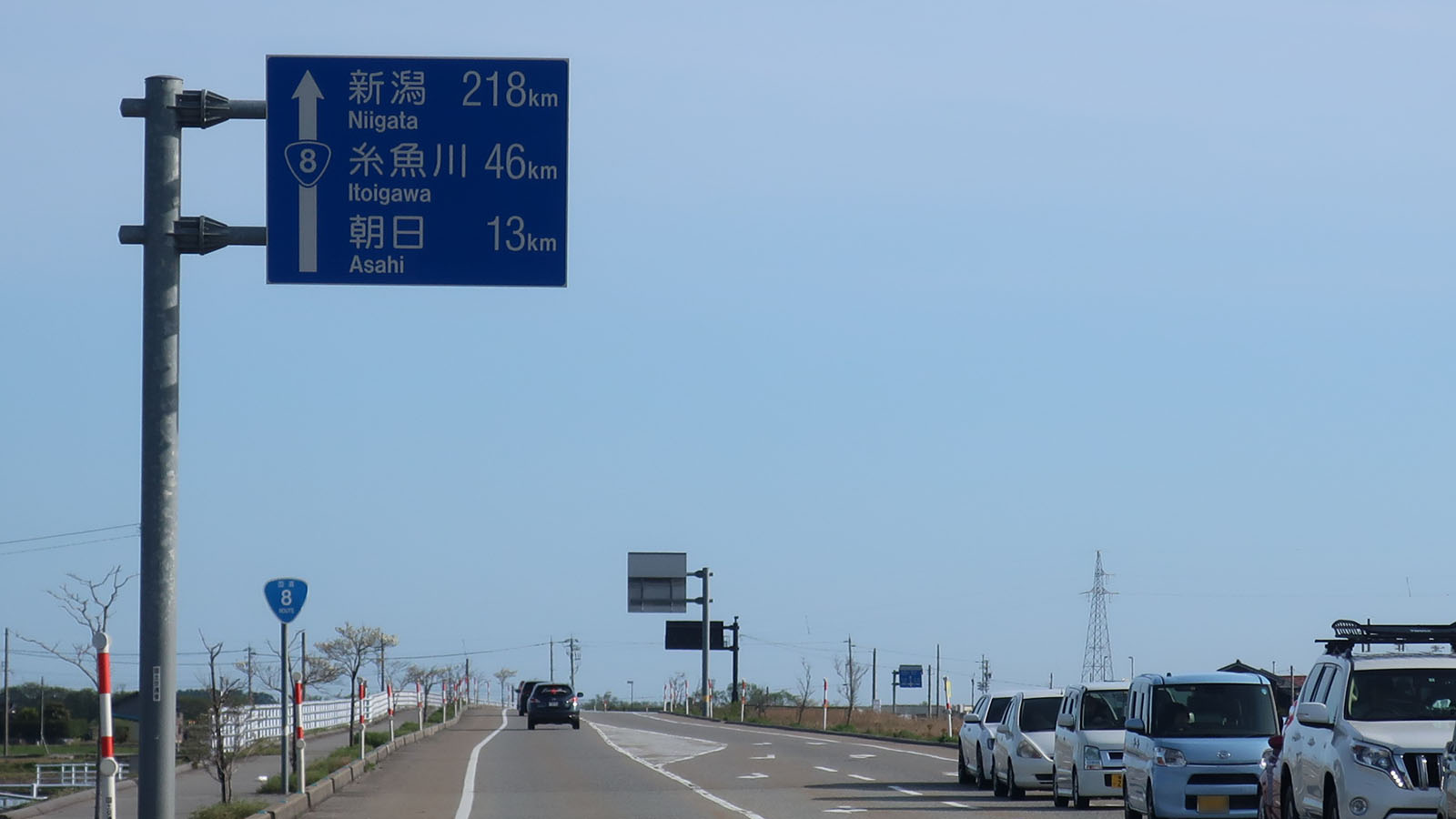
入善黑部繞道
富山縣黑部市古御堂

- 入善黑部繞道（日语：入善黒部バイパス）（入善町椚山 - 魚津市江口）
- 魚津繞道（日语：魚津バイパス）（魚津市江口 - 魚津市住吉）
- 魚津滑川繞道（日语：魚津滑川バイパス）（魚津市住吉 - 滑川市稻泉）
- 滑川富山繞道（日语：滑川富山バイパス）（滑川市稻泉 - 富山市金泉寺）
- 富山高岡繞道（日语：富山高岡バイパス）（富山市金泉寺 - 高岡市四屋）
- 小矢部繞道（日语：小矢部バイパス）（高岡市福岡町開發 - 小矢部市安樂寺，繞道區間為小矢部市芹川 - 小矢部市安樂寺）

富山縣 - 石川縣
- 俱利伽羅防災（小矢部市安樂寺 - 河北郡津幡町河內）
- 俱利伽羅繞道（日语：くりからバイパス）（小矢部市安樂寺 - 河北郡津幡町刈安）

石川縣
- 津幡北繞道（日语：津幡北バイパス）（河北郡津幡町 - 津幡町舟橋）
- 津幡繞道（日语：津幡バイパス）（津幡町舟橋 - 金澤市今町）
- 金澤繞道（日语：金沢バイパス）（金澤市今町 - 白山市福留町）
- 金澤西繞道（日语：金沢西バイパス）（白山市福留町 - 能美市大長野町）
- 小松繞道（日语：小松バイパス (石川県)）（能美市大長野 - 加賀市箱宮町）

石川縣 - 福井縣
- 牛之谷道路（未開通）（加賀市熊坂町 - 蘆原市牛之谷）

福井縣
- 福井繞道（日语：福井バイパス）（蘆原市笹岡 - 越前市塚原町）
- 赤萩局改（日语：8号防災）（部分開通）（南條郡南越前町具谷 - 南條郡南越前町大良）
- 敦賀收費道路（日语：敦賀トンネル） （南條郡南越前町大谷 - 敦賀市杉津）：開通當時的名稱。現在沒有道路名，通行免費。
- 敦賀防災（未開通）（敦賀市舉野 - 敦賀市田結）
- 敦賀繞道（日语：敦賀バイパス）（敦賀市田結 - 敦賀市小河口）

滋賀縣
- 鹽津繞道（日语：塩津バイパス）（部分開通）（長濱市西浅井町塩津浜 - 長濱市木之本町飯浦）
- 長濱繞道（日语：長浜バイパス）（長濱市北新町交差點 - 米原市）
- 米原繞道（日语：米原バイパス）（部分開通）（長濱市加田町 - 彥根市佐和山町）
- 野洲栗東繞道（日语：野洲栗東バイパス）（未開通）（野洲市小篠原 - 栗東市手原）

滋賀縣 - 京都府
- 五條繞道（日语：五条バイパス）（大津市橫木 - 京都市東山區東山五條，國道1號共線區間）

此外，石川縣金澤東部環狀道路（金澤市今町 - 金澤市鈴見台）最初也是計畫納入國道8號，但開通時改為國道159號。

### 別名、通稱
- 柾谷小路（日语：柾谷小路）（新潟市）
- 萬代橋通（日语：新潟県道33号新潟停車場線）（新潟市）
- 東大通（日语：新潟県道33号新潟停車場線）（新潟市）
- 明石通（日语：明石通）（新潟市）
- 日本海夕日線（日语：日本海夕日ライン）（新潟市：新潟縣內的柏崎市 - 親不知）
- 長岡道
- 柏崎街道
- 北陸道
- 歷史之道（鯖江市）
- 東環狀線（日语：東環状線）（福井市：福井市丸山 - 福井市大町）
- 鹽津街道
- 中山道

### 和其他國道共線區間
- 新潟縣

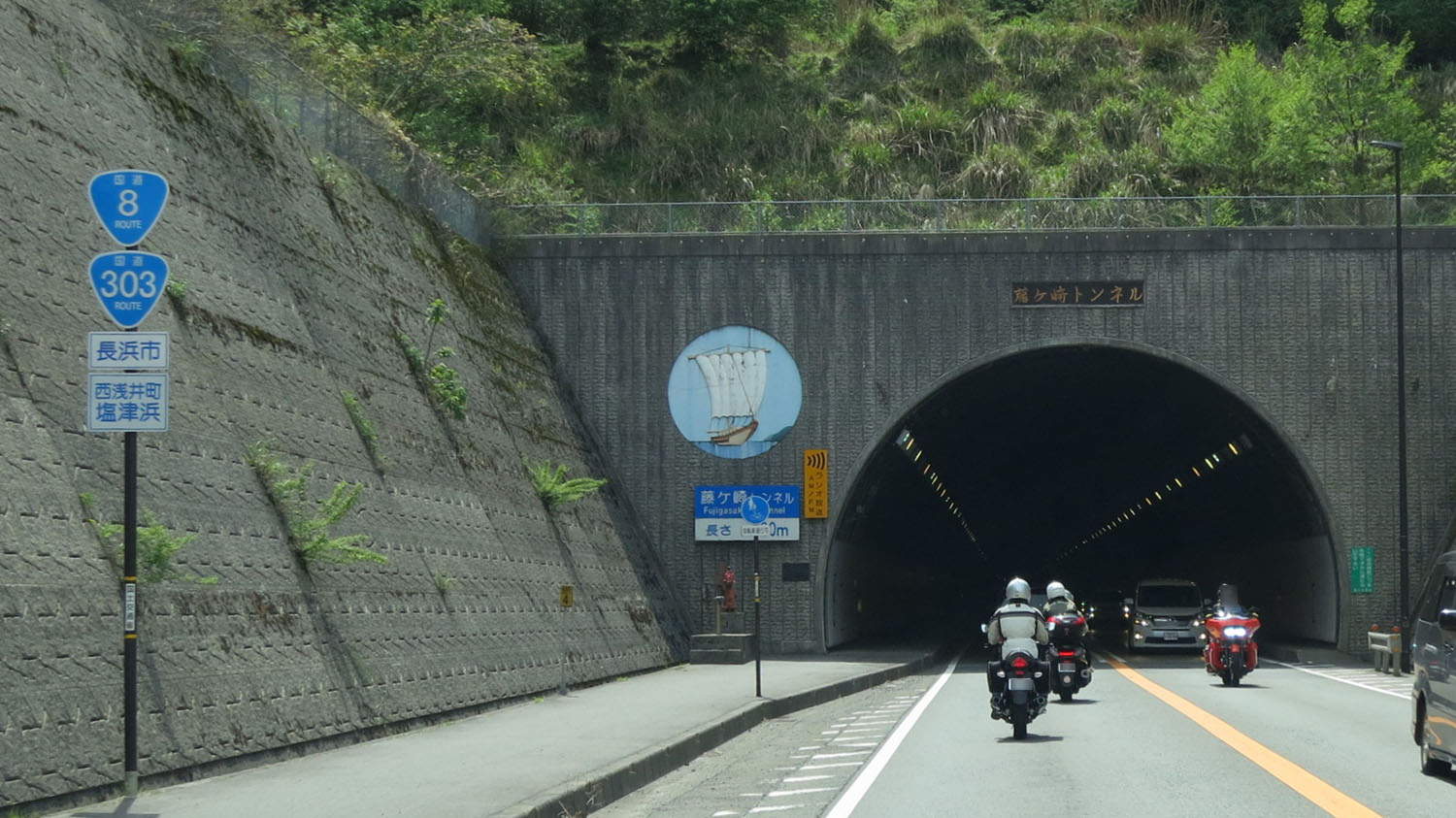
國道303號共線區間
（鹽津繞道）
滋賀縣長濱市西淺井町

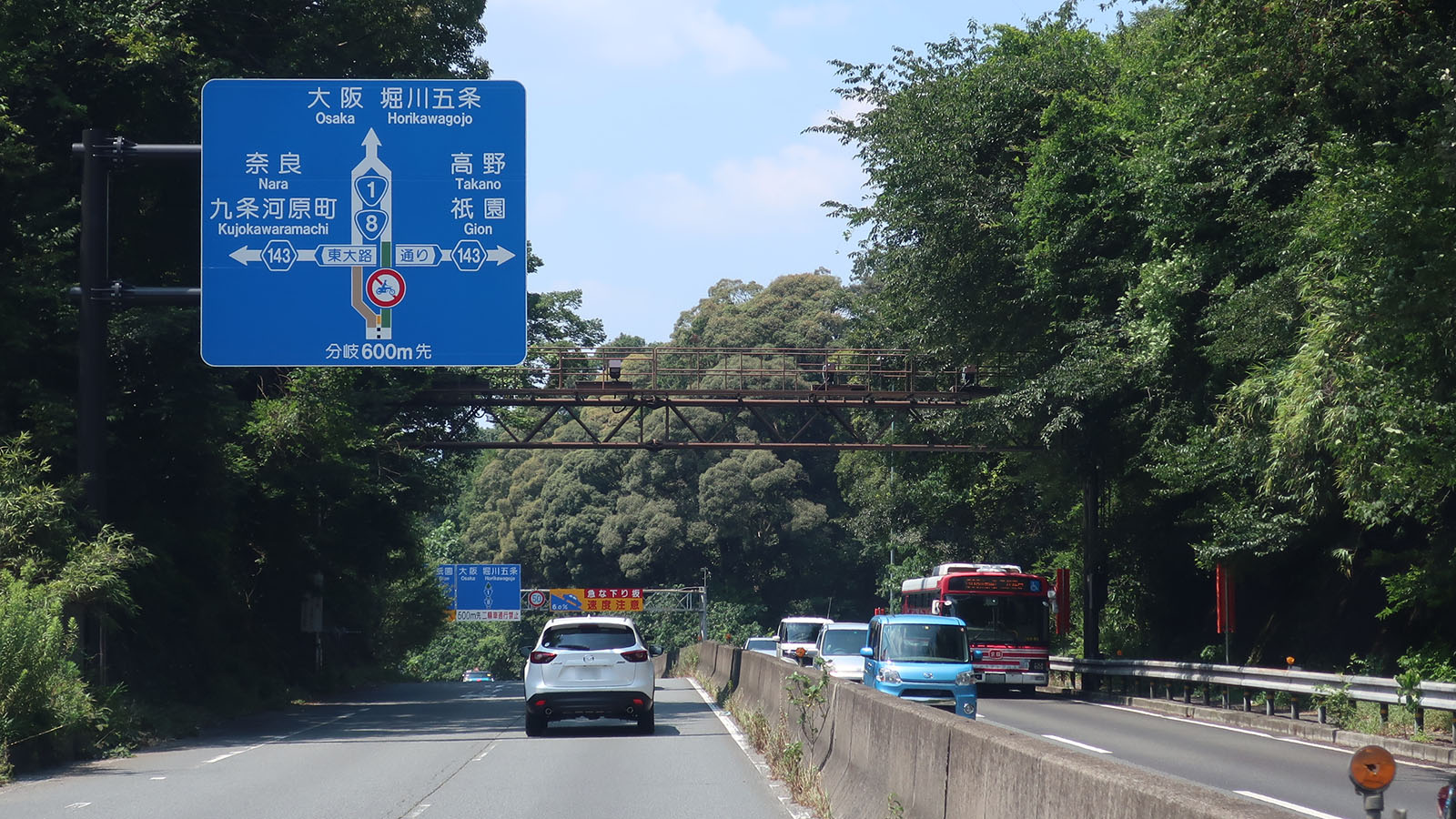
國道1號共線區間
（五條繞道）
京都府京都市東山區清閑寺山之內町

  - 國道113號（日语：国道113号）、國道350號（日语：国道350号）（新潟市中央區本町交差點（起點） - 新潟市中央區東港線十字路）
  - 國道7號（新潟市中央區本町交差點（起點） - 新潟市中央區紫竹山交流道）
  - 國道17號（新潟市中央區本町交差點（起點） - 長岡市川崎交流道）
  - 國道49號（日语：国道49号）、國道403號（日语：国道403号）、國道459號（日语：国道459号）（新潟市中央區栗之木橋交差點 - 新潟市中央區紫竹山交流道）
  - 國道403號（三條市須頃三丁目南交差點 - 三條市大野畑交差點）
  - 國道351號（長岡市川崎交流道 - 長岡市新町1丁目交差點）
- 石川縣
  - 國道159號（日语：国道159号）、國道249號（河北郡津幡町舟橋交流道 - 金澤市今町交流道）
  - 國道157號（日语：国道157号）（野野市市三日市交差點 - 白山市乾東交差點）
  - 國道305號（日语：国道305号）（野野市市三日市交差點 - 能美市大長野交流道）
  - 國道305號（加賀市箱宮交流道 - 加賀市黑瀨交差點）
- 福井縣
  - 國道365號（日语：国道365号）（越前市行松交差點 - 越前市塚原交差點）
  - 國道305號、國道417號（日语：国道417号）（現道：南越前町赤萩 - 南越前町櫻橋交差點）
  - 國道27號（日语：国道27号）、國道162號（日语：国道162号）（現道支線：敦賀市坂之下匝道 -敦賀市岡山町１丁目交差點）
  - 國道161號（日语：国道161号）（敦賀市坂之下匝道 -<現道支線>- 敦賀市岡山町１丁目交差點 -<舊道> - 敦賀市小河口匝道 - 敦賀市疋田交差點）
- 滋賀縣
  - 國道303號（日语：国道303号）（長濱市鹽津交差點 - 長濱市木之本交差點）
  - 國道365號（日语：国道365号）（長濱市木之本交流道交差點 - 木之本交差點）
  - 國道21號（日语：国道21号）（米原市西圓寺交差點 - 米原市米原警察署前交差點）
  - 國道1號（栗東市栗東交流道 - 京都府京都市下京區烏丸五條交差點（終點））

### 道路設施

#### 主要隧道
- 赤田隧道（日语：赤田トンネル）（刈羽郡刈羽村赤田北方 - 刈羽郡刈羽村赤田町方）：舊道現在禁止車輛通行。）
- 笠島隧道（柏崎市笠島）
- 米山隧道（日语：米山トンネル (国道8号)）（柏崎市）
- 芭蕉丘隧道（柏崎市笠島 - 柏崎市上輪新田）
- 駒返隧道（日语：駒返トンネル） （糸魚川市）：舊道現在禁止通行
- 天嶮隧道（日语：天嶮トンネル） （糸魚川市）：舊道現為行人專用道路糸魚川市道天嶮親不知線（日语：天険親不知線），禁止車輛通行
- 城山隧道（日语：城山トンネル (国道8号)）（朝日町）
- 橫尾隧道（日语：横尾トンネル (富山県)）（朝日町）
- 俱利伽羅隧道（石川縣津幡町 - 富山縣小矢部市）
- 武生隧道（日语：武生トンネル）（越前市 - 南越前町）
- 敦賀隧道（日语：敦賀トンネル）（南越前町 - 敦賀市）
- 藤崎隧道（長濱市）
- 賤岳隧道（長濱市）
- 佐和山隧道（彥根市）

#### 主要橋梁
- 萬代橋（新潟市中央區，信濃川）
- 新潟大橋（日语：新潟大橋）（新潟市中央區 - 新潟市西區，信濃川）
- 大野大橋（日语：大野大橋）（新潟市西區 - 新潟市南區，中之口川（日语：中ノ口川））
- 三條大橋（日语：三条大橋 (三条市)）（三条市，信濃川）
- 見附大橋（見附市 - 長岡市，刈谷田川（日语：刈谷田川））
- 長岡大橋（日语：長岡大橋）（長岡市，信濃川）
- 米山大橋（日语：米山大橋）（柏崎市青海川，谷根川）
- 上輪橋（柏崎市上輪新田 - 柏崎市上輪，払川）
- 胞姬橋（柏崎市）
- 關川大橋（日语：関川大橋）（上越市，關川（日语：関川 (信越)））
- 海川橋（糸魚川市竹花 - 糸魚川市押上字道北，1964年（昭和39年）12月開通，海川）
- 海川大橋（糸魚川市，糸魚川東繞道（日语：糸魚川東バイパス），海川）
- 姬川大橋（日语：姫川大橋）（糸魚川市，姬川（日语：姫川））
- 子不知高架橋（糸魚川市青海 - 糸魚川市歌，長603m，寬10.75m，1980年（昭和55年）度動工，1987年（昭和62年）12月完成[22]）：舊道現在禁止通行
- 歌高架橋（糸魚川市）
- 境橋（日语：境橋 (新潟県・富山県)）（糸魚川市 - 朝日町）
- 笹川橋（日语：笹川橋 (富山県)）（朝日町）
- 四十八瀨大橋（日语：四十八ヶ瀬大橋）（入善町 - 黑部市，黑部川）
- 有賴大橋（日语：有頼大橋）（黑部市 - 魚津市，片貝川（日语：片貝川））
- 延槻大橋（日语：延槻大橋）（魚津市 - 滑川市，早月川（日语：早月川））
- 雄峰大橋（日语：雄峰大橋）（富山市，常願寺川）
- 中島大橋（日语：中島大橋 (富山県)）（富山市，神通川）
- 高新大橋（日语：高新大橋）（高岡市 - 射水市，庄川（日语：庄川））
- 茅蜩橋（日语：茅蜩橋）（小矢部市，小矢部川（日语：小矢部川））
- 犀川橋（金澤市，犀川（日语：犀川 (石川県)））
- 手取川大橋 （川北町，手取川）
- 福井大橋 （坂井市，九頭龍川）
- 武生大橋（越前市，日野川（日语：日野川 (福井県)））
- 姊川大橋（長濱市，姊川）
- 近江橋（米原市，天野川（日语：天野川 (滋賀県)））
- 御幸橋（愛莊町 - 東近江市，愛知川（日语：愛知川））
- 野洲川大橋（日语：野洲川大橋）（野洲市 - 栗東市，野洲川（日语：野洲川））
- 草津川大橋（草津市，草津川（日语：草津川））
- 瀨田川大橋（日语：瀬田川大橋）（大津市，瀨田川）
- 五條大橋（京都市東山區 - 下京區，鴨川）

#### 道之驛
- 新潟縣
  - 新潟故鄉村（日语：道の駅新潟ふるさと村）（新潟市西區）
  - 長岡花火館（日语：道の駅ながおか花火館）（長岡市）
  - 風之丘米山（日语：道の駅風の丘米山）（柏崎市）
  - うみてらす名立（日语：道の駅うみてらす名立）（上越市）
  - 能生（日语：道の駅能生）（糸魚川市）
  - 親不知Pier Park（日语：道の駅親不知ピアパーク）（糸魚川市）
  - 越後市振之關（日语：道の駅越後市振の関）（糸魚川市）
- 富山縣
  - KOKO黑部（日语：道の駅KOKOくろべ）（黑部市）
  - Come On Park新湊（日语：道の駅カモンパーク新湊）（射水市）
  - 萬葉之里 高岡（日语：道の駅万葉の里 高岡）（高岡市）
  - Märchen小矢部（日语：道の駅メルヘンおやべ）（小矢部市）
- 石川縣
  - めぐみ白山（日语：道の駅めぐみ白山）（白山市）
  - 小松木場潟（日语：道の駅こまつ木場潟）（小松市）
- 福井縣
  - 河野（日语：道の駅河野）（南條郡南越前町）
- 滋賀縣
  - 鹽津海道 あぢかま之里（日语：道の駅塩津海道 あぢかまの里）（長濱市）
  - 龍王鏡之里（日语：道の駅竜王かがみの里）（蒲生郡龍王町）

## 地理

### 通過市町村
- 新潟縣
  - 新潟市(中央區 - 西區 - 南區) - 三条市 - 見附市 - 長岡市 - 刈羽郡刈羽村 - 柏崎市 - 上越市 - 糸魚川市
- 富山縣
  - 下新川郡朝日町 - 下新川郡入善町 - 黑部市 - 魚津市 - 滑川市 - 中新川郡上市町 - 富山市 - 射水市 - 高岡市 - 小矢部市
- 石川縣
  - 河北郡津幡町 - 金澤市 - 野野市市 - 白山市 - 能美郡川北町 - 能美市 - 小松市 - 加賀市
- 福井縣
  - 蘆原市 - 坂井市 - 福井市 - 鯖江市 - 越前市 - 南条郡南越前町 - 敦賀市
- 滋賀縣
  - 伊香郡長濱市 - 米原市 - 彥根市 - 犬上郡豐鄉町 - 愛知郡愛莊町 - 東近江市 - 近江八幡市 - 蒲生郡龍王町 - 野洲市 - 栗東市 - 草津市 - 大津市
- 京都府
  - 京都市(山科區 - 東山區 - 下京區)

### 主要連接路線
北陸地方整備局管內
- 新潟縣 
  - 國道116號（日语：国道116号）（※國道116號共線=國道289號（日语：国道289号）、國道402號（日语：国道402号））（新潟市中央區本町交差點起點）
  - 國道113號（日语：国道113号）（※國道113號共線=國道350號（日语：国道350号））（新潟市中央區本町交差點起點 -（共線）- 東港線十字路）
  - 國道7號（新潟市中央區本町交差點起點 -（共線）- 紫竹山交流道）
  - 國道17號（新潟市中央區本町交差點起點 -（共線）- 長岡市川崎交流道）
  - 國道345號（日语：国道345号）（※國道113號、國道350號共線）（新潟市中央區東港線十字路）
  - 國道49號（日语：国道49号）（※國道49號共線=國道403號（日语：国道403号）、國道459號（日语：国道459号））（新潟市中央區栗之木橋交差點 -（共線）- 紫竹山交流道）
  - 國道116號（※國道116號共線=國道289號）（新潟市西區黑埼交流道）
  - 國道460號（日语：国道460号）（新潟市南區白根古川交差點）
  - 國道460號（新潟市南區日之出町交差點）
  - 國道289號（※三條市區方向與國道403號重複）（三條市須頃三丁目南交差點）
  - 國道403號（三條市大野畑交差點）
  - 北陸自動車道中之島見附交流道（長岡市）
  - 國道351號（長岡市川崎交流道 -（共線）- 新町1丁目交差點）
  - 國道352號（※國道352號共線=國道403號，往長岡站方向與國道351號共線）（長岡市新町1丁目交差點）
  - 國道351號（長岡市堺西交差點）
  - 國道404號（日语：国道404号）（長岡市喜多町交差點）
  - 北陸自動車道、關越自動車道長岡交流道（長岡市）
  - 國道116號（柏崎市長崎交差點）
  - 國道252號（日语：国道252号）（國道252號共線=國道291號（日语：国道291号））（柏崎市日吉町交差點）
  - 國道353號（日语：国道353号）（柏崎市枇杷島交差點）
  - 國道352號（柏崎市柳橋町交差點）
  - 北陸自動車道米山交流道（柏崎市）
  - 北陸自動車道柿崎交流道（上越市）
  - 國道253号（日语：国道253号）（上越市三屋交差點）
  - 國道18號、國道350號（上越市下源入交差點）
  - 國道148號（日语：国道148号）（糸魚川市橫町交差點）
  - 北陸自動車道親不知交流道（糸魚川市）
- 富山縣
  - 北陸自動車道朝日交流道（下新川郡朝日町）
  - 國道415號（日语：国道415号）（富山市北馬場交差點）
  - 國道41號（富山市金泉寺交差點）
  - 國道472號（射水市鏡宮交差點）
  - 國道160號（日语：国道160号）（高岡市四屋交流道）
  - 國道156號（高岡市四屋交差點）
  - 能越自動車道（國道470號）高岡交流道（高岡市）
  - 能越自動車道福岡交流道（小矢部市）
  - 國道471號（小矢部市安樂寺交流道）
- 石川縣 
  - 國道159號（日语：国道159号）（※國道159號共線=國道249號）（河北郡津幡町舟橋系統交流道 -（共線）- 金澤市今町系統交流道）
  - 北陸自動車道金澤東交流道、金澤西交流道（金澤市）
  - 國道157號（日语：国道157号）（野野市市三日市交差點 -（共線）- 白山市乾東交差點）
  - 國道305號（日语：国道305号）（野野市市三日市交差點 -（共線）- 能美市大長野交流道）
  - 國道360號（日语：国道360号）（小松市佐佐木交流道）
  - 國道416號（日语：国道416号）（小松市東山交流道)
  - 國道305號（加賀市箱宮町 -（共線）- 黑瀨交差點）
  - 國道364號（日语：国道364号）、國道365號（日语：国道365号）（加賀市黑瀨交差點）（※國道365號與國道305號共線）

近畿地方整備局管內
- 福井縣
  - 國道416號（日语：国道416号）（福井市新保交差點）
  - 國道158號（福井市西方交差點）
  - 國道417號（日语：国道417号）（鯖江市東鯖江交差點）
  - 國道365號（越前市行松交差點 - （共線） - 塚原交差點）
  - 國道305號（南條郡南越前町赤萩 - （共線）- 櫻橋交差點〈現道〉、櫻橋交差點〈新道〉）（※國道305號共線=國道417號，國道417號舊越前町方向至櫻橋交差點為終點）
  - 國道476號（日语：国道476号）（敦賀市余座〈現道（敦賀繞道（日语：敦賀バイパス））〉、曙交差點〈舊道〉）
  - 北陸自動車道敦賀交流道（敦賀市〈現道（敦賀繞道）〉）
  - 國道27號（日语：国道27号）（※國道27號共線=國道162號（日语：国道162号））（敦賀市坂之下匝道〈現道、舊道連絡線（金山繞道（日语：金山バイパス）） - 岡山町1丁目交差點共線、岡山町1丁目交差點〈舊道〉）
  - 國道161號（日语：国道161号）（敦賀市坂之下匝道 - 〈現道、舊道連絡線（金山繞道）〉 - 岡山町1丁目交差點 - 〈舊道〉 - 小河口匝道 - 〈現道〉 - 疋田交差點共線）
- 滋賀縣
  - 國道303號（日语：国道303号）（長濱市鹽津交差點 -（共線）- 長濱市木之本交差點）
  - 北陸自動車道木之本交流道（長濱市）
  - 國道365號（長濱市木之本交流道交差點 -（共線）- 長濱市）
  - 國道303號木之本大橋（長濱市千田北交差點）
  - 國道21號（日语：国道21号）（米原市西圓寺交差點 -（共線）- 米原警察署前交差點）
  - 國道306號（日语：国道306号）（彥根市外町交差點）（※國道306號共線=國道307號（日语：国道307号））
  - 國道421號（日语：国道421号）（近江八幡市友定町交差點）
  - 國道477號（日语：国道477号）（蒲生郡龍王町西橫關交差點）
  - 名神高速道路栗東交流道（栗東市）
  - 國道1號（栗東市栗東交流道 -（共線）- 京都市下京區烏丸五條交差點終點）
  - 國道422號（日语：国道422号）（大津市松原國道口交差點）
  - 國道161號（日语：国道161号）（大津市逢坂交差點）
  - 國道161號西大津繞道（日语：琵琶湖西縦貫道路）（大津市藤尾南匝道（日语：藤尾南ランプ））
- 京都府
  - 名神高速道路京都東交流道（京都市山科區）
  - 國道9號、國道24號、國道367號（日语：国道367号）（京都市下京區烏丸五條交差點終點）

### 主要經過峠
- 曾地峠（日语：赤田トンネル）（標高130m）：新潟縣柏崎市 - 新潟縣刈羽郡刈羽村
- 米山峠：新潟縣柏崎市
- 親不知（長約15km）：新潟縣糸魚川市
- 天田峠（日语：倶利伽羅峠）（標高160m）：富山縣小矢部市 - 石川縣河北郡津幡町
- 牛之谷峠（日语：牛ノ谷峠）（標高80m）：石川縣加賀市 - 福井縣蘆原市
- 新道野越（日语：新道野越）（標高260m）：福井縣敦賀市 - 滋賀縣長濱市

## 其他
為了避免混亂，福井縣和滋賀縣內不設縣道8號。

## 關連項目
- 中部地方道路列表
- 近畿地方道路列表

## 外部連結
- 北陸地方整備局 （页面存档备份，存于）
  - 新潟國道事務所
  - 長岡國道事務所
  - 高田河川國道事務所 （页面存档备份，存于）
  - 富山河川國道事務所（页面存档备份，存于）
  - 金澤河川國道事務所（页面存档备份，存于）
- 近畿地方整備局（页面存档备份，存于）
  - http://www.fukui-moc.go.jp/[ 福井河川國道事務所] （页面存档备份，存于）
  - 滋賀國道事務所 （页面存档备份，存于）
  - 京都國道事務所